# Tour del Llemosí 2020
El Tour del Llemosí 2020, 53a edició del Tour del Llemosí, es disputà entre el 18 i el 21 d'agost de 2020 amb un recorregut de 702,3 km dividits en quatre etapes. L'inici de la cursa fou a Cosés i el final a Llemotges. La cursa formà part del calendari de l'UCI Europa Tour 2020, amb una categoria 2.1.
El vencedor final fou l'italià Luca Wackermann (Bardiani CSF Faizanè), que s'imposà al britànic Jake Stewart (Groupama-FDJ) i el portuguès Rui Costa (UAE Team Emirates).

## Equips
L'organització convidà a prendre part en la cursa a vint equips: cinc UCI WorldTeams, dotze equips continentals professionals i tres equips continentals:
| WorldTeams (5)- AG2R La Mondiale - Cofidis - Groupama-FDJ - Team Sunweb - UAE Team Emirates ProTeams (12)- B&B Hotels-Vital Concept p/b KTM - Bardiani CSF Faizanè - Bingoal-Wallonie Bruxelles - Caja Rural-Seguros RGA - Circus-Wanty Gobert - Euskaltel-Euskadi - Gazprom-RusVelo - Nippo Delko One Provence - Arkéa-Samsic - Team Novo Nordisk - Total Direct Énergie - Vini Zabù-KTM Equips continentals (3)- Equipo Kern Pharma - Natura4Ever-Roubaix Lille Métropole - Saint Michel-Auber 93 |
| |

## Etapes
| Etapa    | Data      | Ciutats d'etapa                               | type                    | Distància (km) | Vencedor de l'etapa     | Líder de la general |
| -------- | --------- | --------------------------------------------- | ----------------------- | -------------- | ----------------------- | ------------------- |
| 1a etapa | 18 de ago | Cosés – Evaus                                 | etapa accidentada       | 183,5          | Luca Wackermann         | Luca Wackermann     |
| 2a etapa | 19 de ago | Base départementale de Rouffiac – Sent Estefe | etapa accidentada       | 173,9          | Fernando Gaviria Rendón | Joel Suter          |
| 3a etapa | 20 de ago | Ussac – Chambaret                             | etapa de mitja muntanya | 177,9          | Jasper Philipsen        | Luca Wackermann     |
| 4a etapa | 21 de ago | Lac de Saint-Pardoux – Llemotges              | etapa accidentada       | 167            | Alessandro Fedeli       | Luca Wackermann     |

### Classificacions secundàries
| Classificació per punts | Classificació per punts | Classificació per punts          | Classificació per punts | Classificació per punts |
| Corredor                | Corredor                | Equip                            | Punts                   |                         |
| ----------------------- | ----------------------- | -------------------------------- | ----------------------- | ----------------------- |
| 1r                      | Tony Hurel              | Saint Michel-Auber 93            | 11 pts                  |                         |
| 2n                      | Delio Fernández Cruz    | Nippo-Delko One Provence         | 7 pts                   |                         |
| 3r                      | Romain Combaud          | Nippo-Delko One Provence         | 6 pts                   |                         |
| 4t                      | Anthony Delaplace       | Arkéa-Samsic                     | 5 pts                   |                         |
| 5è                      | Serguei Txernetski      | Gazprom-RusVelo                  | 4 pts                   |                         |
| 6è                      | Martin Salmon           | Team Sunweb                      | 4 pts                   |                         |
| 7è                      | Jake Stewart            | Équipe continentale Groupama-FDJ | 3 pts                   |                         |
| 8è                      | Joel Suter              | Bingoal-Wallonie Bruxelles       | 3 pts                   |                         |
| 9è                      | Adrien Guillonnet       | Saint Michel-Auber 93            | 3 pts                   |                         |
| 10è                     | François Bidard         | AG2R La Mondiale                 | 3 pts                   |                         |

| Classificació per punts | Classificació per punts | Classificació per punts          | Classificació per punts | Classificació per punts |
| Corredor                | Corredor                | Equip                            | Punts                   |                         |
| ----------------------- | ----------------------- | -------------------------------- | ----------------------- | ----------------------- |
| 1r                      | Tony Hurel              | Saint Michel-Auber 93            | 11 pts                  |                         |
| 2n                      | Delio Fernández Cruz    | Nippo-Delko One Provence         | 7 pts                   |                         |
| 3r                      | Romain Combaud          | Nippo-Delko One Provence         | 6 pts                   |                         |
| 4t                      | Anthony Delaplace       | Arkéa-Samsic                     | 5 pts                   |                         |
| 5è                      | Serguei Txernetski      | Gazprom-RusVelo                  | 4 pts                   |                         |
| 6è                      | Martin Salmon           | Team Sunweb                      | 4 pts                   |                         |
| 7è                      | Jake Stewart            | Équipe continentale Groupama-FDJ | 3 pts                   |                         |
| 8è                      | Joel Suter              | Bingoal-Wallonie Bruxelles       | 3 pts                   |                         |
| 9è                      | Adrien Guillonnet       | Saint Michel-Auber 93            | 3 pts                   |                         |
| 10è                     | François Bidard         | AG2R La Mondiale                 | 3 pts                   |                         |

| Classificació de la muntanya | Classificació de la muntanya | Classificació de la muntanya | Classificació de la muntanya | Classificació de la muntanya |
| Corredor                     | Corredor                     | Equip                        | Punts                        |                              |
| ---------------------------- | ---------------------------- | ---------------------------- | ---------------------------- | ---------------------------- |
| 1r                           | Martin Salmon                | Team Sunweb                  | 23 pts                       |                              |
| 2n                           | Delio Fernández Cruz         | Nippo-Delko One Provence     | 22 pts                       |                              |
| 3r                           | Tony Hurel                   | Saint Michel-Auber 93        | 20 pts                       |                              |
| 4t                           | Luca Wackermann              | Vini Zabù-KTM                | 10 pts                       |                              |
| 5è                           | Adrien Guillonnet            | Saint Michel-Auber 93        | 10 pts                       |                              |
| 6è                           | Gonzalo Serrano Rodríguez    | Caja Rural-Seguros RGA       | 7 pts                        |                              |
| 7è                           | François Bidard              | AG2R La Mondiale             | 7 pts                        |                              |
| 8è                           | Daniel Savini                | Bardiani CSF Faizanè         | 6 pts                        |                              |
| 9è                           | Piet Allegaert               | Cofidis                      | 4 pts                        |                              |
| 10è                          | Alejandro Osorio             | Caja Rural-Seguros RGA       | 4 pts                        |                              |

| Classificació de la muntanya | Classificació de la muntanya | Classificació de la muntanya | Classificació de la muntanya | Classificació de la muntanya |
| Corredor                     | Corredor                     | Equip                        | Punts                        |                              |
| ---------------------------- | ---------------------------- | ---------------------------- | ---------------------------- | ---------------------------- |
| 1r                           | Martin Salmon                | Team Sunweb                  | 23 pts                       |                              |
| 2n                           | Delio Fernández Cruz         | Nippo-Delko One Provence     | 22 pts                       |                              |
| 3r                           | Tony Hurel                   | Saint Michel-Auber 93        | 20 pts                       |                              |
| 4t                           | Luca Wackermann              | Vini Zabù-KTM                | 10 pts                       |                              |
| 5è                           | Adrien Guillonnet            | Saint Michel-Auber 93        | 10 pts                       |                              |
| 6è                           | Gonzalo Serrano Rodríguez    | Caja Rural-Seguros RGA       | 7 pts                        |                              |
| 7è                           | François Bidard              | AG2R La Mondiale             | 7 pts                        |                              |
| 8è                           | Daniel Savini                | Bardiani CSF Faizanè         | 6 pts                        |                              |
| 9è                           | Piet Allegaert               | Cofidis                      | 4 pts                        |                              |
| 10è                          | Alejandro Osorio             | Caja Rural-Seguros RGA       | 4 pts                        |                              |

| Classificació del millor jove | Classificació del millor jove | Classificació del millor jove    | Classificació del millor jove | Classificació del millor jove |
| Corredor                      | Corredor                      | Equip                            | Temps                         |                               |
| ----------------------------- | ----------------------------- | -------------------------------- | ----------------------------- | ----------------------------- |
| 1r                            | Jake Stewart                  | Équipe continentale Groupama-FDJ | 17h 22' 13"                   |                               |
| 2n                            | Francisco Galván Fernández    | Equipo Kern Pharma               | + 15"                         |                               |
| 3r                            | Martí Márquez                 | Equipo Kern Pharma               | + 15"                         |                               |
| 4t                            | Simon Guglielmi               | Groupama-FDJ                     | + 30"                         |                               |
| 5è                            | Michael Storer                | Team Sunweb                      | + 48"                         |                               |
| 6è                            | Joel Suter                    | Bingoal-Wallonie Bruxelles       | + 2' 01"                      |                               |
| 7è                            | Piotr Rikunov                 | Gazprom-RusVelo                  | + 2' 14"                      |                               |
| 8è                            | Max Kanter                    | Team Sunweb                      | + 2' 50"                      |                               |
| 9è                            | David Gaudu                   | Groupama-FDJ                     | + 6' 01"                      |                               |
| 10è                           | Alberto Dainese               | Team Sunweb                      | + 8' 11"                      |                               |

| Classificació del millor jove | Classificació del millor jove | Classificació del millor jove    | Classificació del millor jove | Classificació del millor jove |
| Corredor                      | Corredor                      | Equip                            | Temps                         |                               |
| ----------------------------- | ----------------------------- | -------------------------------- | ----------------------------- | ----------------------------- |
| 1r                            | Jake Stewart                  | Équipe continentale Groupama-FDJ | 17h 22' 13"                   |                               |
| 2n                            | Francisco Galván Fernández    | Equipo Kern Pharma               | + 15"                         |                               |
| 3r                            | Martí Márquez                 | Equipo Kern Pharma               | + 15"                         |                               |
| 4t                            | Simon Guglielmi               | Groupama-FDJ                     | + 30"                         |                               |
| 5è                            | Michael Storer                | Team Sunweb                      | + 48"                         |                               |
| 6è                            | Joel Suter                    | Bingoal-Wallonie Bruxelles       | + 2' 01"                      |                               |
| 7è                            | Piotr Rikunov                 | Gazprom-RusVelo                  | + 2' 14"                      |                               |
| 8è                            | Max Kanter                    | Team Sunweb                      | + 2' 50"                      |                               |
| 9è                            | David Gaudu                   | Groupama-FDJ                     | + 6' 01"                      |                               |
| 10è                           | Alberto Dainese               | Team Sunweb                      | + 8' 11"                      |                               |

| Classificació per equips | Classificació per equips   | Classificació per equips | Classificació per equips |
| Equip                    | Equip                      | Temps                    |                          |
| ------------------------ | -------------------------- | ------------------------ | ------------------------ |
| 1r                       | Arkéa-Samsic               | 52h 07' 18"              |                          |
| 2n                       | Groupama-FDJ               | + 1' 01"                 |                          |
| 3r                       | Team Sunweb                | + 3' 52"                 |                          |
| 4t                       | Caja Rural-Seguros RGA     | + 5' 00"                 |                          |
| 5è                       | Cofidis                    | + 7' 41"                 |                          |
| 6è                       | Gazprom-RusVelo            | + 7' 51"                 |                          |
| 7è                       | AG2R La Mondiale           | + 8' 51"                 |                          |
| 8è                       | Nippo Delko One Provence   | + 19' 46"                |                          |
| 9è                       | UAE Team Emirates          | + 21' 34"                |                          |
| 10è                      | Bingoal-Wallonie Bruxelles | + 28' 26"                |                          |

| Classificació per equips | Classificació per equips   | Classificació per equips | Classificació per equips |
| Equip                    | Equip                      | Temps                    |                          |
| ------------------------ | -------------------------- | ------------------------ | ------------------------ |
| 1r                       | Arkéa-Samsic               | 52h 07' 18"              |                          |
| 2n                       | Groupama-FDJ               | + 1' 01"                 |                          |
| 3r                       | Team Sunweb                | + 3' 52"                 |                          |
| 4t                       | Caja Rural-Seguros RGA     | + 5' 00"                 |                          |
| 5è                       | Cofidis                    | + 7' 41"                 |                          |
| 6è                       | Gazprom-RusVelo            | + 7' 51"                 |                          |
| 7è                       | AG2R La Mondiale           | + 8' 51"                 |                          |
| 8è                       | Nippo Delko One Provence   | + 19' 46"                |                          |
| 9è                       | UAE Team Emirates          | + 21' 34"                |                          |
| 10è                      | Bingoal-Wallonie Bruxelles | + 28' 26"                |                          |

## Evolució de les classificacions
| Etapa                  | Vencedor               | Classificació general | Classificació per punts | Classificació de la muntanya | Classificació dels joves | Classificació per equips |
| ---------------------- | ---------------------- | --------------------- | ----------------------- | ---------------------------- | ------------------------ | ------------------------ |
| 1                      | Luca Wackermann        | Luca Wackermann       | Tony Hurel              | Luca Wackermann              | Jake Stewart             | Arkéa Samsic             |
| 2                      | Fernando Gaviria       | Joel Suter            | Romain Combaud          | Adrien Guillonnet            | Joel Suter               | Arkéa Samsic             |
| 3                      | Jasper Philipsen       | Luca Wackermann       | Delio Fernández         | Martin Salmon                | Jake Stewart             | Arkéa Samsic             |
| 4                      | Alessandro Fedeli      | Luca Wackermann       | Tony Hurel              | Martin Salmon                | Jake Stewart             | Arkéa Samsic             |
| Classificacions finals | Classificacions finals | Luca Wackermann       | Tony Hurel              | Martin Salmon                | Jake Stewart             | Arkéa Samsic             |